# Matriz VEE-VEP
La matriz VEE-VEP (en inglés FSA-CSA Matrix) es utilizada en administración y dirección de empresas y en economía internacional para expresar gráficamente la ventaja competitiva de una empresa en función de sus ventajas específicas de empresa (VEE) y las ventajas específicas de país (VEP) del lugar en el que está localizada.
Las empresas con ventajas específicas de país pero sin ventajas específicas de empresa siguen una estrategia de liderazgo en costes basada en el acceso a recursos abundantes y baratos en el país: recursos naturales, mano de obra, etc.
Las empresas con ventajas específicas de empresa pero sin ventajas específicas de país siguen una estrategia de diferenciación basada en activos que posee la empresa como su imagen de marca, tecnología, etc., que le permiten abastecer al mercado a un mayor precio.
Las empresas con ambos tipos de ventajas específicas pueden seguir ambos tipos de estrategias.
Las empresas sin ventajas específicas de empresa ni ventajas específicas de país deben reestructurar por completo la empresa o trasladarse a otra ubicación si quieren seguir sobreviviendo.